# Мавромихалис, Стилианос
Стилианос Мавромихалис (греч. Στυλιανός Μαυρομιχάλης; 1899, Ареополис — 29 октября 1981, Афины) — греческий судья. Временный премьер-министр Греции с 28 сентября по 8 ноября 1963 года.

## Биография
Родился в 1899 году на полуострове Мани. Происходит из исторической семьи Мавромихалиас. Племянник Кирьякулиса Мавромихалиса, который также был премьер-министром.
Мавромихалис изучал право в Афинском университете и продолжил обучение в Германии и Швейцарии. В 1924 году после отбора он был назначен помощником судьи, а в следующем году стал судьёй первой инстанции. В 1936 году Стилианос стал председателем судов первой инстанции, а в 1939 году — апеллянтом. В 1946 году он поступил в Верховный суд, председателем которого был с 1963 по 1968 год.

28 сентября 1963 года он сформировал временное правительство, которое действовало до 8 ноября того же года в рамках подготовки страны к парламентским выборам. Стилианос также возглавил министерство внутренних дел. В 1968 году он ушёл с должности председателя Верховного суда. 
Награждён Орденом Феникса.

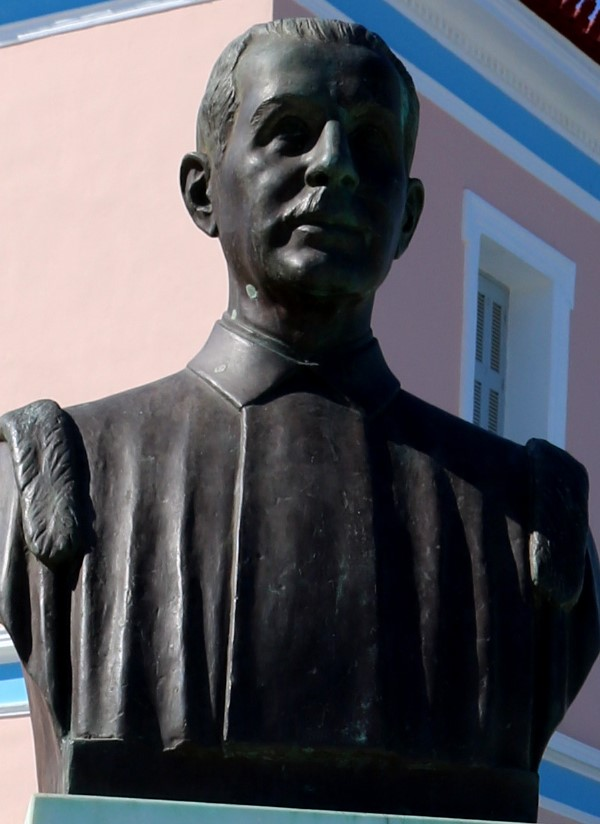
Бюст Стилианоса Мавромихалиса в Йитионе

Написал несколько юридических исследований: «Условное прекращение контракта» (греч. Η υπό αίρεσιν καταγγελία της συμβάσεως), «Компенсация в связи с расторжением контракта» (греч. Αποζημίωσις λόγω καταγγελίας της συμβάσεως), «Положение о платежах натурой» (греч. Η ρήτρα πληρωμής είδος), «Статья 63 Гражданского кодекса» (греч. Το Άρθρο 63 του αστικού κώδικα) и др.
Скончался 29 октября 1981 года.